# RIITIIR
RIITIIR je dvanaesti studijski album norveškog metal-sastava Enslaved. Diskografska kuća Nuclear Blast objavila ga je 28. rujna 2012. u Europi i 9. listopada 2012. u Sjevernoj Americi.
Naslov „RIITIIR” osmislio je gitarist Ivar Bjørnson kao „nordijsku” inačicu riječi „rites” i „rituals” („obredi”) odnosno izraza „the rites of man” („obredi čovjeka”); obredi su glavni koncept albuma. Uradak je dobio uglavnom pozitivne kritike, a u prvih tjedana nakon objave na američkom tržištu prodan je u 2300 primjeraka.

## Rad na albumu
Članovi sastava radili su na albumu više od pola godine. Gitarist Ivar Bjørnson izjavio je da mu se kći rodila „dok je pisao pjesme” i da ga je to „uvelike obradovalo”, ali da je ostatak rada na albumu prošao bez većih iznenađenja. Napisao je i snimio demoinačice pjesama u svojem studiju Peersonal Studio, a potom ih je poslao pjevačima Grutleu Kjellsonu i Herbrandu Larsenu, koji su „potpuno slobodno” osmišljavali svoje vokalne dionice. Glazbu za pjesmu „Roots of the Mountain” Bjørnson je skladao služeći se mobitelom.
Veći dio pjesama na albumu snimljen je u Bjørnsonovu kućnom studiju; bubnjevi su snimljeni u studiju Duper, a Larsen i gitarist Arve Isdal svoje su doprinose snimili u Earshot Studiosu. Uradak je miksao Jens Bogren u studiju u Örebru. Prema Bjørnsonovim riječima „sve je bilo dovršeno kad se slika, koju smo stavili na naslovnicu, osušila sredinom srpnja.”

## Glazbeni stil i tekstovi
Spencer Grady, pišući za BBC Music, album je nazvao „složenim, shizofrenim djelom koje katkad gotovo da previše pobuđuje osjetila, zbog čega se slušatelji naknadno osjećaju kao da ih je netko stalno udarao vrlo pametnim čekićem po glavi. Određuju ga iznenadne promjene tempa i naravi koje potiču suludi ritmovi: poslušajte arabeskno mlaćenje naslovne pjesme koje podsjeća na Melechesh”. Recenzent je također istaknuo da vokali klavijaturista Herbranda Larsena „dominiraju” albumom i „prožimaju osam pjesama sjajem pristupačnosti, što bi nekima moglo kušati granice strpljenja”.
Stihovi pjesama uglavnom se nadovezuju na temu obreda, na što upućuje i naslov albuma. U nekim se pjesmama govori o predmonoteističkim religijama diljem svijeta i njihovoj svrsi iz povijesne perspektive. U uvodnoj pjesmi „Thoughts Like Hammers” obredi i filozofija poimaju se kao „pokretači promjene”. U ostalim se pjesmama govori o temeljima obreda i kako funkcioniraju. Bjørnson je izjavio: „To promatramo iz raznih različitih perspektiva jer je to očito vrlo važno. U tome je ključ razumijevanja drugih stvari. Ne zaključujemo, rekao bih da više postavljamo pitanja i pritom istražujemo je li svrha obreda dovesti do vidljive promjene u svijetu, promijeniti stvarnost, ili je zapravo više riječ o tome da pokušava promijeniti kako poimamo stvari.”

## Ilustracije
Prema Kjellsonovim riječima ilustracije se „odnose na određene sile koje prebivaju u svim ljudima. To je bilo važnije u starome nego u suvremenome dobu, do određene smo se mjere odmaknuli od ljudskih nagona. Proučili smo sve mitologije, indijsku, egipatsku i nordijsku. U njima možete vidjeti jednake poglede na život, pristup životu, prve korake [...]. Vodili smo se više ili manje istom filozofijom, istim pristupom životu. Nije bilo bitno odakle je proizašla i nije bilo bitno s kim ste razgovarali. Mnogo je zajedničkih božanstava, temelja prvih, iskonskih koraka, iskonskih ljudskih obreda, civilizacijskih obreda. I te civilizacije nisu nikako bile u kontaktu, jako je zanimljivo kako su ljudi počeli razmišljati na isti način, neki nam se nagoni podudaraju.”

## Popis pjesama
Glazba: Ivar S. Peersen.
| 1.    | »Thoughts Like Hammers«     | Peersen       | 9:30  |
| 2.    | »Death in the Eyes of Dawn« | Kjetil Grutle | 8:17  |
| 3.    | »Veilburner«                | Peersen       | 6:46  |
| 4.    | »Roots of the Mountain«     | Peersen       | 9:17  |
| 5.    | »RIITIIR«                   | Grutle        | 5:26  |
| 6.    | »Materal«                   | Peersen       | 7:48  |
| 7.    | »Storm of Memories«         | Peersen       | 8:58  |
| 8.    | »Forsaken«                  | Grutle        | 11:15 |
| 67:17 |                             |               |       |

## Recenzije
| Zbirne ocjene | Zbirne ocjene |
| Izvor         | Ocjena        |
| ------------- | ------------- |
| Metacritic    | 64/100        |
| Recenzije     |               |
| Izvor         | Ocjena        |
| Blabbermouth  | 9/10          |
| Brave Words   | 7/10          |
| Pitchfork     | 6,4/10        |
| Revolver      | 3/5           |
| Rock Hard     | 8,5/10        |
| Sputnikmusic  | 4,5/5         |

RIITIIR je dobio uglavnom pozitivne kritike. Na Metacriticu, sajtu koji prikuplja ocjene recenzenata raznih publikacija i na temelju njih uratku daje prosječnu ocjenu od 0 do 100, uradak je na temelju šest recenzija osvojio 64 boda od njih 100, što označava „uglavnom pozitivne kritike”. Ray Van Horn, Jr. dao mu je devet bodova od njih deset u recenziji za Blabbermouth izjavivši: „Solaže Ivara Bjornsona i dalje draškaju, ali u blagim progresijama diljem 'Riitiira' postaju mirnije [...]. On i ENSLAVED često riskiraju na tom albumu, a rezultati su uglavnom odlični. Gotovo besprijekoran, 'RIITIIR' je djelo kompulzivnih perfekcionista koji iziskuju mnogo od svojih slušatelja.” U recenziji za Sputnikmusic Robert Davis dao mu je 4,5 boda od njih 5 napisavši: „Kad slušate 'Riitiir', to je kao kad otvarate božićne poklone. Postajete sve uzbuđeniji dok nespretno uklanjate papir za omatanje, ali budete li doista strpljivi i usredotočeni, konačni ishod zbilja će vam goditi.”
David Perri dao mu je sedam od deset bodova u recenziji za Brave Words i premda je izjavio da su pjesme „preduge”, pohvalio je „Roots of the Mountain” kao „jednu od Enslavedovih najboljih i najdojmljivijih” pjesama. Slična je mišljenja bio i Grayson Haver Currin u recenziji za Pitchfork, u kojoj je tu pjesmu nazvao „svjetlom točkom [albuma] koja izbjegava većinu problema [iz ostalih pjesama]” i istaknuo je da je riječ o „neumornu i katkad napornu albumu koji pokušava istaknuti sve dijelove Enslaveda u jednom pregolemom pakiranju”.
Manje naklonjen uratku bio je Chris Krovatin u recenziji za časopis Revolver; dao mu je tri boda od njih pet izjavivši da „sve pjesme na kraju zvuče previše slično čak i kad sastav [...] krši norme black metala”.

## Zasluge
| Enslaved - Herbrand Larsen – vokal, orgulje, klavijatura, produkcija, tonska obrada - Ivar Bjørnson – gitara, efekti, prateći vokal, produkcija, tonska obrada, umjetnički direktor - Cato Bekkevold – bubnjevi - Grutle Kjellson – vokal, bas-gitara, pedale za bas-gitaru, efekti, produkcija, umjetnički direktor - Ice Dale – gitara, tonska obrada | Dodatni glazbenici - Iver Sandøy – dodatne pedale za bas-gitaru, dodatni efekti, dodatne udaraljke, produkcija, tonska obrada Ostalo osoblje - Jens Bogren – miksanje - Tony Lindgren – mastering - Truls Espedal – ilustracije, omot albuma, umjetnički direktor - Randi Ueland – omot albuma - Mirjam O. Vikingstad – fotografija |

## Ljestvice
| Ljestvica (2012.)  | Najviša pozicija |
| ------------------ | ---------------- |
| Austrija           | 70.              |
| Belgija (Valonija) | 196.             |
| Finska             | 47.              |
| Francuska          | 118.             |
| Norveška           | 15.              |
| Njemačka           | 72.              |
| Švicarska          | 92.              |